# 蝦仁

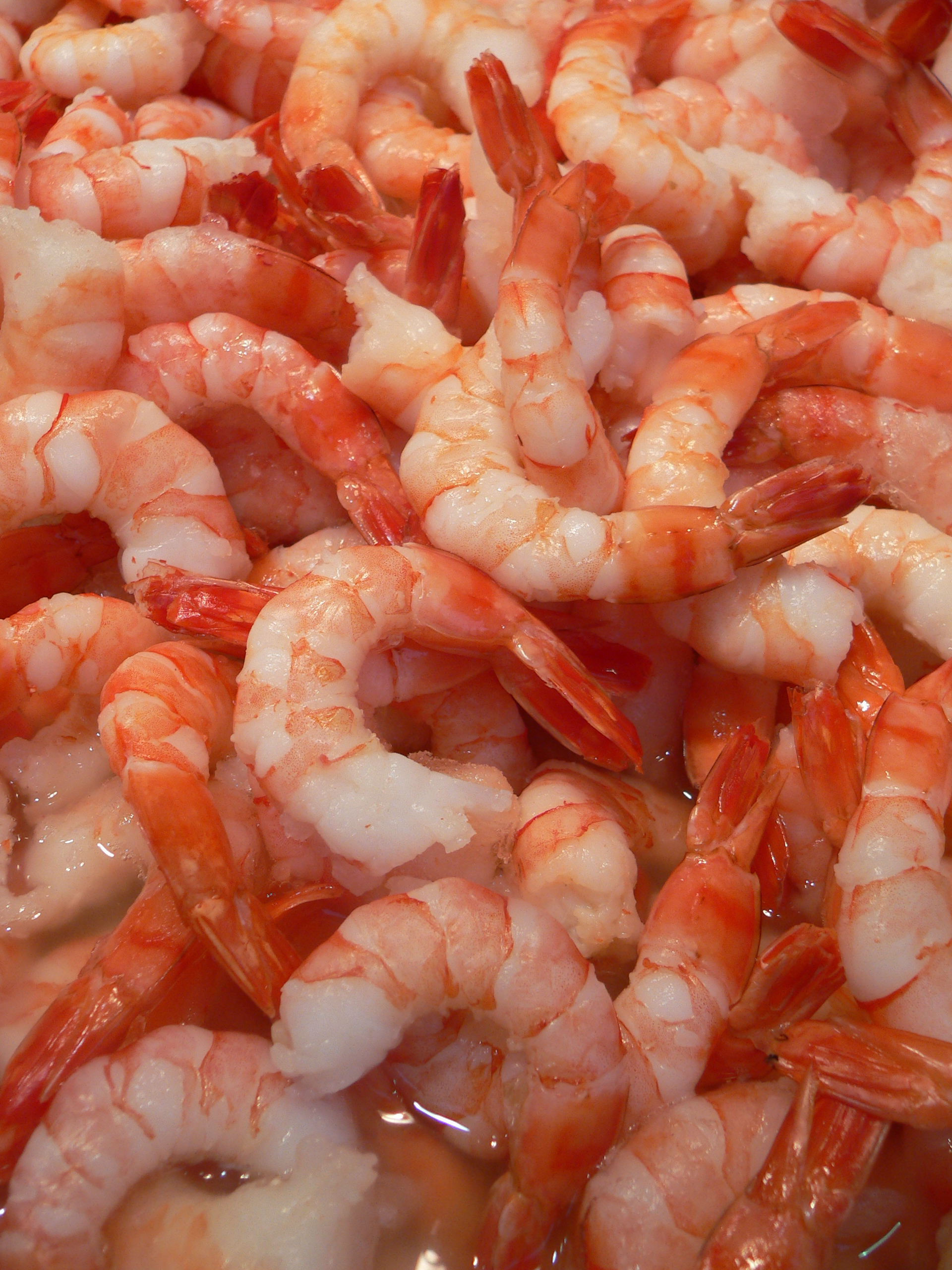
還未去尾殼的蝦仁

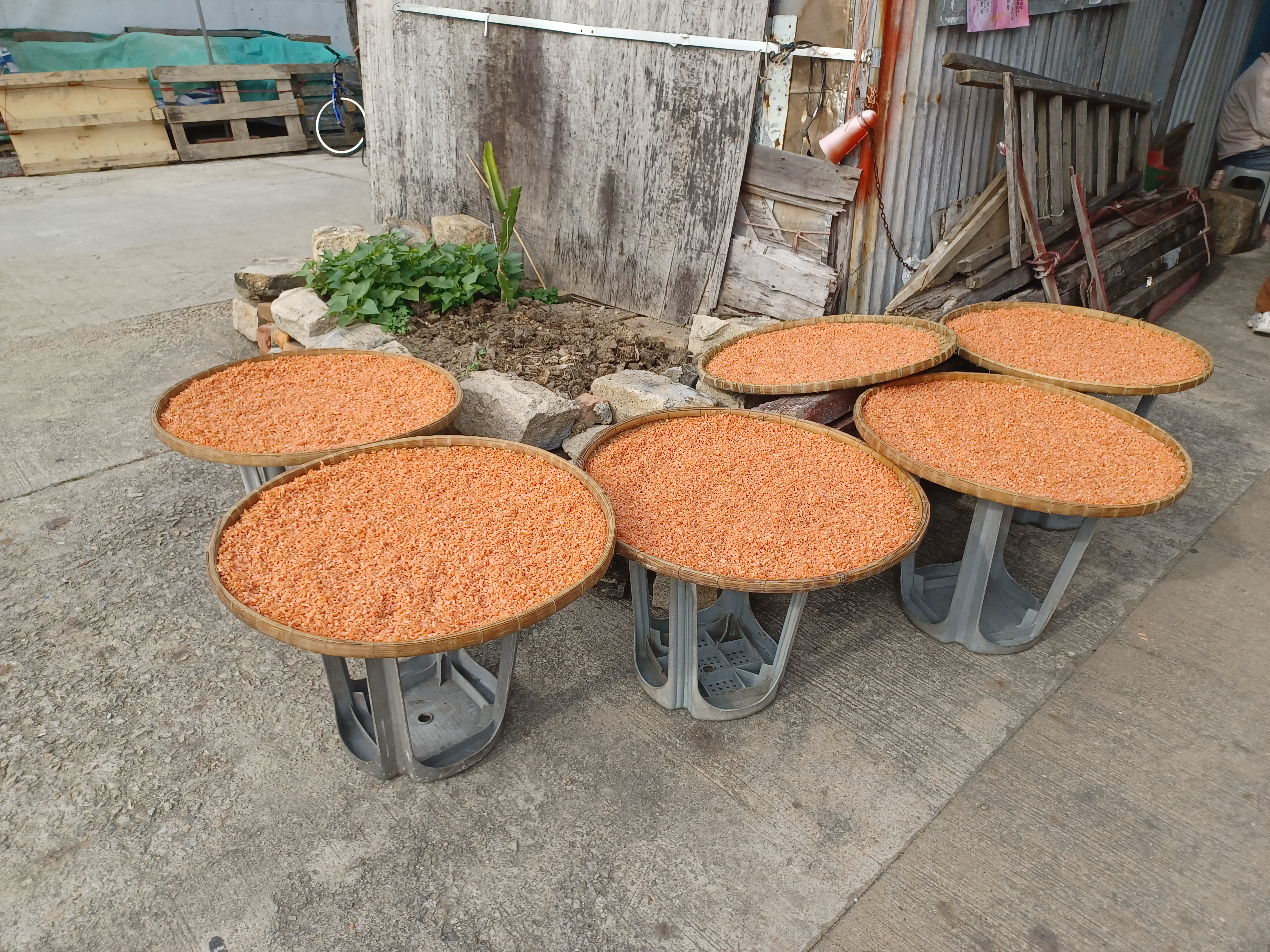
大澳曬蝦乾

蝦仁是虾类被剥去外骨骼（蝦殼）和附肢（腹足）后可供人類食用的肉（虾肉），主要是其用来游泳的腹部肌肉。虾仁是各地菜系（特别是中餐）中除鱼肉以外最常見的海鲜食材，其中以有弹性且多汁的为佳。因為蝦的腸臟常藏有污物，所以高级厨师通常会在烹饪前对虾肠（位于虾腹的背侧中线）进行清除处理，即所谓的“去虾线”。
蝦米是曬乾脱水后的蝦仁，又稱海米、金勾、开洋、開陽，味帶海水咸味。與蝦乾相似，而蝦乾不鹹，但是都有蝦的鮮味。

## 用途
蝦仁是廣東菜的主要材料，包括蝦仁煎蛋、蝦仁炒飯、揚州炒飯、鮮蝦云吞、鮮蝦烧麦、鮮蝦水餃及蝦餃等。长江三角洲地区除了常用新鲜河虾虾仁制作各种炒菜，如炒虾仁、龙井虾仁，也常以虾仁製成各式「澆頭」麵，如虾仁麵、虾腰麵、虾蟹麵、虾鳝麵、三虾麵等等。